# Olympische Sommerspiele 2020/Teilnehmer (Niger)
| Gelbes Symbol für Goldmedaillen mit stilisierten Olympischen Ringen | Graues Symbol für Silbermedaillen mit stilisierten Olympischen Ringen | Braundes Symbol für Bronzemedaillen mit stilisierten Olympischen Ringen |
| ------------------------------------------------------------------- | --------------------------------------------------------------------- | ----------------------------------------------------------------------- |
| —                                                                   | —                                                                     | —                                                                       |

Niger nahm an den Olympischen Spielen 2020 in Tokio mit sieben Sportlern in vier Sportarten teil. Es war die insgesamt 13. Teilnahme an Olympischen Sommerspielen.

## Teilnehmer nach Sportarten

### Judo
| Athleten         | Wettbewerb | 1. Runde     | 1. Runde | 2. Runde | 2. Runde | Achtelfinale  | Achtelfinale  | Viertelfinale | Viertelfinale | Halbfinale / Trostrunde | Halbfinale / Trostrunde | Finale / Platz 3 | Finale / Platz 3 | Rang |
| Athleten         | Wettbewerb | Gegner       | Ergebnis | Gegner   | Ergebnis | Gegner        | Ergebnis      | Gegner        | Ergebnis      | Gegner                  | Ergebnis                | Gegner           | Ergebnis         | Rang |
| ---------------- | ---------- | ------------ | -------- | -------- | -------- | ------------- | ------------- | ------------- | ------------- | ----------------------- | ----------------------- | ---------------- | ---------------- | ---- |
| Männer           |            |              |          |          |          |               |               |               |               |                         |                         |                  |                  |      |
| Ismael Alhassane | bis 66 kg  | K. Le Blouch | 0s3:10s1 | —        | —        | ausgeschieden | ausgeschieden | ausgeschieden | ausgeschieden | ausgeschieden           | ausgeschieden           | ausgeschieden    | ausgeschieden    | 17   |

### Leichtathletik
Laufen und Gehen 
| Athleten           | Wettbewerb | Vorläufe | Vorläufe | Runde 1       | Runde 1       | Halbfinale    | Halbfinale    | Finale        | Finale        | Rang          |
| Athleten           | Wettbewerb | Zeit     | Rang     | Zeit          | Rang          | Zeit          | Rang          | Zeit          | Rang          | Rang          |
| ------------------ | ---------- | -------- | -------- | ------------- | ------------- | ------------- | ------------- | ------------- | ------------- | ------------- |
| Frauen             |            |          |          |               |               |               |               |               |               |               |
| Aminatou Seyni     | 200 m      | 22,72 s  | 3        | 22,54 s       | 5             | ausgeschieden | ausgeschieden | ausgeschieden | ausgeschieden | ausgeschieden |
| Männer             |            |          |          |               |               |               |               |               |               |               |
| Badamassi Saguirou | 100 m      | 10,87 s  | 7        | ausgeschieden | ausgeschieden | ausgeschieden | ausgeschieden | ausgeschieden | ausgeschieden | ausgeschieden |

### Schwimmen
| Athleten                | Wettbewerb    | Vorlauf | Vorlauf | Halbfinale    | Halbfinale    | Finale        | Finale        | Rang |
| Athleten                | Wettbewerb    | Zeit    | Rang    | Zeit          | Rang          | Zeit          | Rang          | Rang |
| ----------------------- | ------------- | ------- | ------- | ------------- | ------------- | ------------- | ------------- | ---- |
| Frauen                  |               |         |         |               |               |               |               |      |
| Roukaya Moussa Mahamane | 50 m Freistil | 32,21 s | 76      | ausgeschieden | ausgeschieden | ausgeschieden | ausgeschieden | 76   |
| Männer                  |               |         |         |               |               |               |               |      |
| Alassane Seydou Lancina | 50 m Freistil | 24,75 s | 50      | ausgeschieden | ausgeschieden | ausgeschieden | ausgeschieden | 50   |

### Taekwondo
| Athleten                    | Wettbewerb        | Achtelfinale | Achtelfinale | Viertelfinale | Viertelfinale | Hoffnungsrunde Halbfinale | Hoffnungsrunde Halbfinale | Halbfinale    | Halbfinale    | Hoffnungsrunde Finale | Hoffnungsrunde Finale | Finale        | Finale        | Rang |
| Athleten                    | Wettbewerb        | Gegner       | Ergebnis     | Gegner        | Ergebnis      | Gegner                    | Ergebnis                  | Gegner        | Ergebnis      | Gegner                | Ergebnis              | Gegner        | Ergebnis      | Rang |
| --------------------------- | ----------------- | ------------ | ------------ | ------------- | ------------- | ------------------------- | ------------------------- | ------------- | ------------- | --------------------- | --------------------- | ------------- | ------------- | ---- |
| Frauen                      |                   |              |              |               |               |                           |                           |               |               |                       |                       |               |               |      |
| Tekiath Ben Yessouf         | Klasse bis 57 kg  | M. Hamada    | 11:6         | T. Minina     | 10:15         | F. Tzeli                  | 2:0                       | ausgeschieden | ausgeschieden | Lo C.-l.              | 6:10                  | ausgeschieden | ausgeschieden | 5    |
| Männer                      |                   |              |              |               |               |                           |                           |               |               |                       |                       |               |               |      |
| Abdoulrazak Issoufou Alfaga | Klasse über 80 kg | S. Gbané     | 9:15         | ausgeschieden | ausgeschieden | ausgeschieden             | ausgeschieden             | ausgeschieden | ausgeschieden | ausgeschieden         | ausgeschieden         | ausgeschieden | ausgeschieden | 11   |